# المجاعير (السبرة)

تعديل مصدري - تعديل

المجاعير محلة تابعة لقرية الاصمين، التابعة لعزلة بلادالشعيبي العليا بمديرية السبرة إحدى مديريات محافظة إب في الجمهورية اليمنية.، بلغ تعداد سكانها 129 حسب تعداد اليمن لعام 2004.